# Tamuda
Cette page contient des caractères tifinaghs. En cas de problème, consultez Aide:Unicode ou testez votre navigateur.
Tamuda (en berbère : ⵜⴰⵎⵓⴷⴰ (Tamuda), en arabe : تمودة (Tamūda)) est une cité antique de Maurétanie, puis de Maurétanie tingitane. Le site archéologique de Tamuda se situe dans le Nord du Maroc, dans la banlieue de Tétouan, sur la rive droite du fleuve Martil.

## Toponymie
Tamuda est un mot d'origine libyque qui signifie « marécage ».

## Fouilles
Le site archéologique de Tamuda fait partie des sites antiques les plus étudiés et les mieux conservés de la région. L'archéologue Miquel Tarradell y effectue d'importantes fouilles vers les années 1950 et une équipe internationale composée de professeurs, chercheurs et étudiants de l'Université Abdelmalek Essaadi, de l'Université de Cadix et du Ministère de la Culture marocain fouillent le site en 2012. De nombreuses œuvres du site sont conservées au Musée archéologique de Tétouan.

## Histoire
Tamuda est fondée vers la fin du IIIe siècle av. J.-C. par Baga, premier roi historiquement attesté de Maurétanie, sur la rive droite du fleuve Tamuda (flumen Tamudae, actuel fleuve Martil). Au siècle suivant, la présence et le commerce carthaginois s'intensifient. Au cours du Ier siècle av. J.-C., la ville, tout comme de nombreuses autres villes de la région, jouit d'une autonomie politique et d'une économie forte, due essentiellement à l'essor de l'agriculture et du commerce extérieur, notamment avec Rome, dont l'influence se fait de plus en plus grande, ce qui lui permet de disposer de ses propres ateliers monétaires.
En l'an 40 est assassiné le roi de Maurétanie Ptolémée par l'empereur romain Caligula, ce qui provoque la révolte de plusieurs villes maurétaniennes, dont Tamuda, qui subit des destructions importantes. Ces évènements se terminent par l'annexion de la Maurétanie par l'Empire romain en l'an 42.

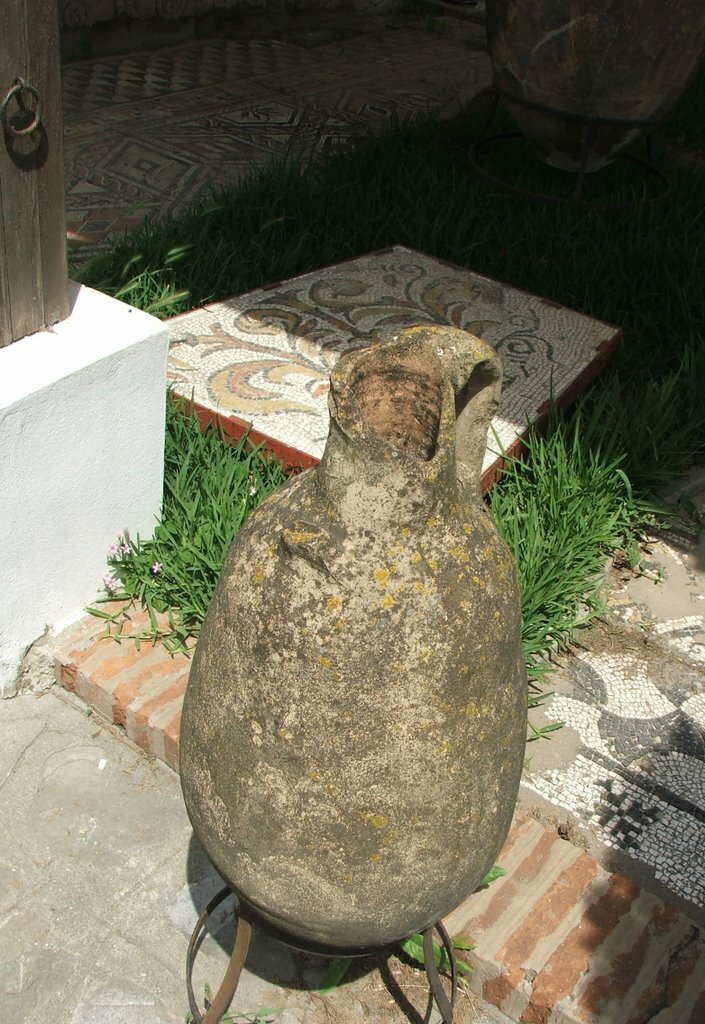
Amphore et mosaïque romaines de Tamuda, Musée archéologique de Tétouan.

Pendant la période romaine, Tamuda fait partie de la province de Maurétanie tingitane. Du Ier au IIIe siècle, la ville est reconstruite et fortifiée et des usines de salaison sont installées à l'embouchure du fleuve, ainsi que des huileries. La province s'intègre rapidement dans le commerce méditerranéen de l'Empire.
Vers la fin du IIIe siècle, l'autorité romaine commence à s'effriter et les tribus maures se rebellent de plus en plus souvent, forçant Rome à reculer ses frontières et à concentrer ses effectifs près du détroit de Gibraltar. Tamuda est encore occupée par les Romains à cette époque. Selon la Notitia dignitatum, vers la fin du IVe siècle, le camp fortifié de Tamuda est le siège d'une aile de cavalerie romaine : ala Herculea. Elle est liée à la cohorte de Lixus. Le site est abandonné à partir du deuxième quart du Ve siècle.